# Kuala Lumpur
Pour les articles homonymes, voir Kuala.
Kuala Lumpur (/ˈkualə ˈlumpo(r)/), officiellement le territoire fédéral de Kuala Lumpur (en malais : Wilayah Persekutuan Kuala Lumpur), souvent désignée par ses initiales KL, est l'une des deux capitales de la Malaisie (avec Putrajaya). Cœur industriel, financier et culturel du pays, la ville a une superficie de 243 km2 et compte plus de 1 600 000 habitants. Son agglomération, nommée Grand Kuala Lumpur (en) ou Vallée du Kelang, en compte plus de 7 300 000 en 2010 : il s'agit de la ville la plus peuplée du pays et une de celles connaissant la plus forte croissance urbaine et économique d'Asie du Sud-Est. Le Territoire fédéral de Kuala Lumpur délimite l'agglomération et constitue l'un des trois territoires fédéraux de Malaisie (en) ; il est entièrement enclavé dans l’État de Selangor, au milieu de la côte ouest de la Malaisie péninsulaire.
Arrachée à la jungle dans les années 1850, la ville doit sa naissance et sa fortune aux abondants gisements d'étain découverts au XIXe siècle. Kuala Lumpur ne fut longtemps qu'un campement de huttes de bambous, infesté par la malaria et ravagé à de multiples reprises par les inondations et les incendies. Elle grandit grâce au commerce de l'étain pour devenir, en 1896, la capitale des États malais fédérés. Durant la Seconde Guerre mondiale, la ville Kuala Lumpur a été prise sans grande résistance par les Japonais. Il n’y a pas eu de destructions massives ou de combats prolongés dans la ville. Elle a été conquise par l'Armée impériale japonaise en 1942.  Depuis les années 1980, Kuala Lumpur a connu un développement extrêmement rapide et est devenue une métropole.
Ville mondiale, Kuala Lumpur a vu se développer de nombreux gratte-ciel dans son quartier d'affaires, dont les tours Petronas, qui furent les plus hautes du monde. Son développement industriel s'est fait notamment autour des nouvelles technologies et de la finance. Elle nourrit d'importants liens avec la « Silicon Valley malaisienne », Cyberjaya, ainsi qu'avec Singapour, situé à 300 kilomètres au sud-est. Elle accueille également le siège du Parlement de Malaisie et l'Istana Negara (en) — la résidence royale —, mais le gouvernement a été transféré à Putrajaya, qui est devenue la capitale administrative du pays en 1999.
Son nom, signifiant en malais « confluent vaseux », s'explique par sa situation au confluent de deux cours d'eau : le fleuve Kelang, le plus important, et l'un de ses affluents, le Gombak. Son climat est de type équatorial, avec des températures moyennes et des précipitations très élevées toute l'année. Ville cosmopolite, Kuala Lumpur présente la particularité d'être peuplée à 43 % de Chinois, soit presque autant que de Malais (45 %) ; elle constitue ainsi une sorte d'enclave bouddhiste dans un pays majoritairement musulman. Vitrine du développement rapide de la Malaisie, la ville accueille de grands évènements tels que les Jeux du Commonwealth en 1998 ou le Grand Prix automobile de Malaisie.

## Histoire
À l'origine de Kuala Lumpur on trouve une mine d'étain exploitée à compter des années 1840 par des mineurs chinois le long du fleuve Selangor, à une quinzaine de kilomètres au nord de la ville actuelle.
Kuala Lumpur est initialement un hameau comportant quelques maisons et magasins situés au confluent des rivières Gombak et Kelang. On considère généralement que Kuala Lumpur devient une agglomération à part entière vers 1857 lorsque le chef malais de Kelang, Raja Abdullah bin Raja Jaafar, avec l'aide de son frère Raja Juma'at de Lukut, collecte des fonds pour ouvrir une nouvelle mine d'étain exploitée par des mineurs chinois de Lukut,. Les mineurs étaient débarqués à Kuala Lumpur puis de là rejoignaient la mine située au pied de Ampang. Kuala Lumpur était située à l'extrémité de la partie navigable de la rivière Kelang, et était donc utilisée comme site d'embarquement et de débarquement pour l’approvisionnement et la collecte de la production des mines d'étain de la région,.
Malgré un taux de mortalité élevé dû à la malaria qui sévissait dans cette région couverte de jungle, les mines d'Ampang sont exploitées avec succès et le premier chargement d'étain est exporté en 1859. L'exploitation du minerai entraîne la croissance du village mais également celle de Pudu et de Batu. Les mineurs s'organisent en bandes qui se battent entre elles pour prendre le contrôle des gisements les plus riches. Le chef malais et le propriétaire de la mine décident de conférer le titre de Kapitan Cina (chef des Chinois) au responsable de la communauté chinoise. Hiu Siew est le premier capitaine de la mine de Lukut,. Avec Yap Ah Sze, il avait fait partie des premiers commerçants arrivé à Ampang et vendait des provisions aux mineurs en échange de l'étain. Le troisième capitaine de Kuala Lumpur, Yap Ah Loy, est nommé en 1868.
Parmi les principales personnalités figurent également le Dato Dagang (« responsable des commerçants ») ainsi que Haji Mohamed Tahir,. Les Minangkabaus deviennent par la suite également une communauté importante : ces commerçants de Sumatra comprennent notamment Utsman Abdullah, et Haji Mohamed Taib qui sont impliqués dans le développement de Kampung Baru,.
Élevée au rang de ville (bandar en malais) seulement en 1897, Kuala Lumpur a connu depuis une croissance effrénée. Elle a été séparée en 1971 de l'État du Selangor dont elle était jusqu'alors la capitale (remplacée depuis dans cette fonction par la ville nouvelle de Shah Alam), pour devenir un territoire fédéral.
Sous la houlette de Mahathir Mohamad (1981-2003), Kuala Lumpur a connu un développement remarquable. Des politiques audacieuses ont été mises en place pour moderniser l'infrastructure et stimuler l'économie de la capitale malaisienne. Un exemple emblématique est la construction des tours jumelles Petronas dans les années 1990, symbole de la prospérité et du dynamisme de Kuala Lumpur. Grâce à ses initiatives visionnaires, Mahathir a contribué à faire de Kuala Lumpur une ville moderne et prospère, attirant les investissements et le commerce à l'échelle internationale.

## Géographie
Située au centre de Selangor, Kuala Lumpur était initialement un simple territoire de cet État. En 1974 Kuala Lumpur a été détaché de celui-ci et est devenu un territoire fédéré dirigé directement par le gouvernement fédéral au même titre que l'île de Labuan et la capitale administrative de la Malaisie Putrajaya. Le territoire couvre une superficie de 243 km2.
Kuala Lumpur est située dans le sud-ouest de la Malaisie, en Asie du Sud-Est. Elle s'est développée initialement dans la vallée du Klang et son centre se trouve au confluent de cette rivière avec le Gombak à 45 km de la mer. Cette vallée est bordée à l'est par les Monts Titiwangsa, au nord et au sud par des reliefs modérés. Le terrain relativement plein (altitude moyenne de 81,95 mètres) et la situation dans l'état le plus développé de la Malaisie a favorisé la croissance rapide de l'agglomération au cours des dernières décennies. Celle-ci déborde largement les limites du territoire fédéral en englobant une bonne partie de l'État du Selangor. L'expansion a suivi les autoroutes et les lignes de transport en commun lourd dont le métro léger. L'aire urbaine s'étend à l'ouest jusqu'au port de Kelang, qui donne sur le détroit de Malacca.

## Climat

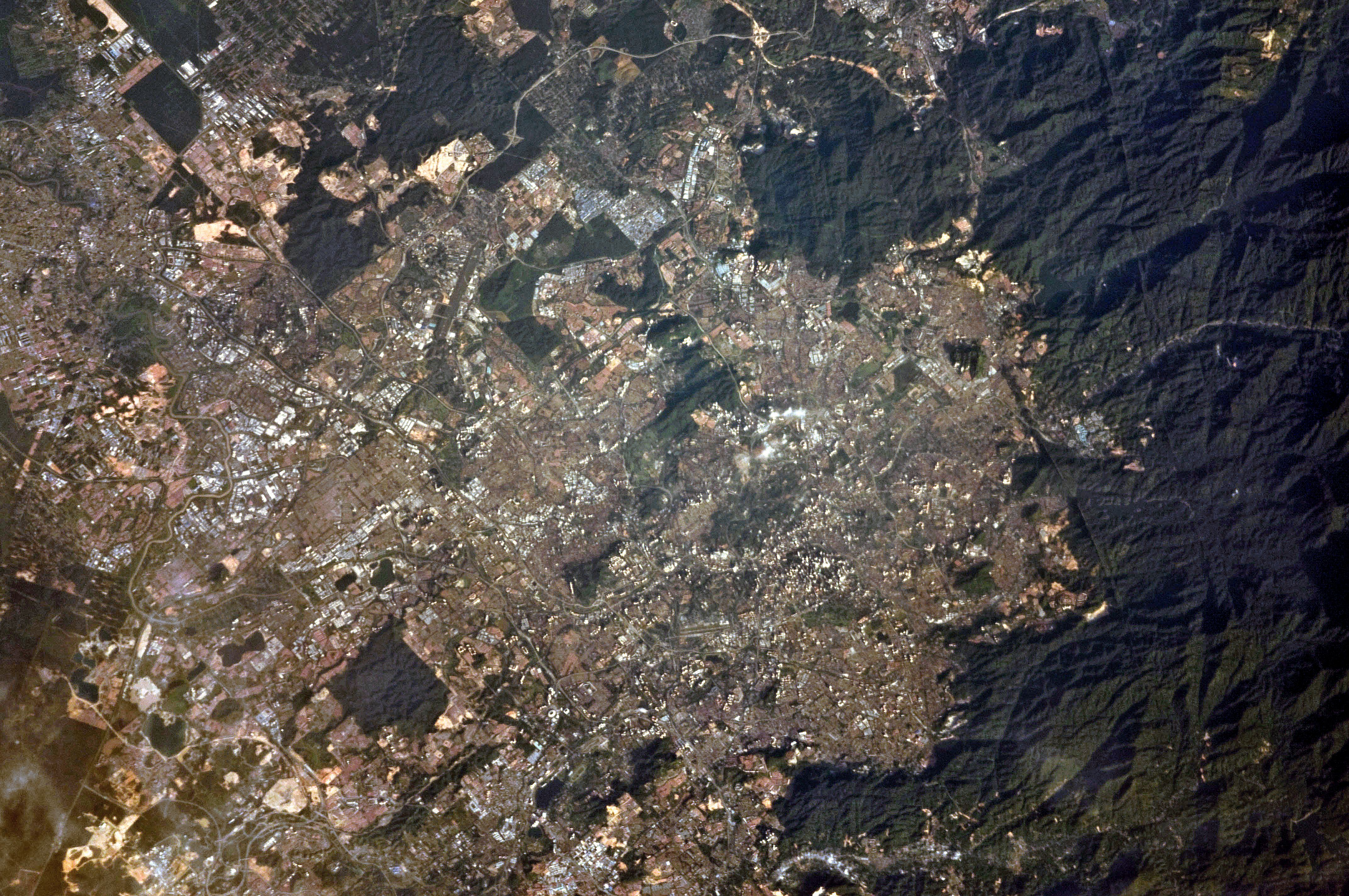
Vue aérienne de Kuala Lumpur de puis l’ISS en 2010, où l’on peut voir la ville ainsi que les monts Titiwangsa à l’est de cette dernière.

Kuala Lumpur a un climat équatorial (Af dans la classification de Köppen) caractérisé par une saison unique, de fortes précipitations et une chaleur élevée quasiment constante. Elle est abritée des vents forts qui sévissent dans la région par l'île de Sumatra à l'ouest et par les monts Titiwangsa à l'est. Les précipitations annuelles s'élèvent à 2 628 mm et sont particulièrement élevées durant la mousson du nord-est qui dure d'octobre à mars. La température moyenne, quasi constante sur toute l'année, s'élève à 27 °C/28 °C. Les maximums sont compris entre 32 et 35 °C tandis que les minimums sont compris entre 23,4 et 26 °C,.
Les inondations sont fréquentes dans le centre-ville après des fortes précipitations car, du fait de son développement rapide, celui-ci ne dispose pas de système d'évacuation des eaux excédentaires. La fumée produite par les incendies de forêt dans l'île de Sumatra voisine provoquent parfois une brume recouvrant la capitale. C'est une source majeure de pollution avec les feux de forêts locaux, les émissions des véhicules à moteur et les chantiers de construction.
| Mois                                | jan.  | fév.  | mars  | avril | mai   | juin  | jui.  | août  | sep.  | oct.  | nov.  | déc.  | année |
| ----------------------------------- | ----- | ----- | ----- | ----- | ----- | ----- | ----- | ----- | ----- | ----- | ----- | ----- | ----- |
| Température minimale moyenne (°C)   | 22,5  | 22,8  | 23,2  | 23,7  | 23,9  | 23,6  | 23,2  | 23,1  | 23,2  | 23,2  | 23,2  | 22,9  | 23,2  |
| Température maximale moyenne (°C)   | 32,1  | 32,9  | 33,2  | 33,1  | 32,9  | 32,7  | 32,3  | 32,3  | 32,1  | 32,1  | 31,6  | 31,5  | 32,4  |
| Précipitations (mm)                 | 169,5 | 165,4 | 240,9 | 259,2 | 204,4 | 125,3 | 127,2 | 155,7 | 192,8 | 253,1 | 287,8 | 245,7 | 2 427 |
| Nombre de jours avec précipitations | 11    | 16    | 14    | 16    | 13    | 9     | 10    | 11    | 13    | 16    | 18    | 15    | 162   |

## Administration
Kuala Lumpur est dirigée depuis 1971 par un maire (Datuk Bandar) qui a le statut de personne morale individuelle. Datuk Kamarulzaman Mat Salleh occupe le poste depuis le 17 avril 2023. La ville est administrée par un conseil municipal composé de 15 membres qui ne sont pas élus depuis la suspension des élections locales en 1970 mais qui sont nommés par le ministère des territoires fédérés. Les compétences du conseil municipal portent sur la santé publique, l'environnement, les infrastructures urbaines et le développement économique.

Les districts de Kuala Lumpur.

Le territoire de Kuala Lumpur est découpé en 11 districts :
1. Bukit Bintang
2. Titiwangsa
3. Setiawangsa
4. Wangsa Maju
5. Batu
6. Kepong
7. Segambut
8. Lembah Pantai
9. Seputeh
10. Bandar Tun Razak
11. Cheras

Sur le plan national, la Parlement de Malaisie siège dans la capitale au sein de la Malaysian Houses of Parliament (en) qui se situe dans les jardins du lac Perdana à proximité de Tugu Negara (en), le monument national malaisien.

## Économie
Kuala Lumpur accueille le siège de fleurons nationaux, parmi lesquels Petronas (hydrocarbures) qui loge dans les tours marquées du nom de la société, Maybank (banque) située dans la tour Menara Maybank, Telekom Malaysia (télécommunications). Ainsi que la Permodalan Nasional Berhad (PNB) située dans la tour Merdeka 118.
La ville compte une usine de fabrication de pneumatiques du groupe allemand Continental AG.

## Communications et transports

Plan des transports en commun de l'agglomération de Kuala Lumpur. Ceux ci comprennent deux lignes de trains de banlieue KTM (1,2), 4 lignes de métro (3,4,5,9), une ligne de desserte de l'aéroport (6/7), une ligne de monorail KL (8) et une ligne de bus express (B1).

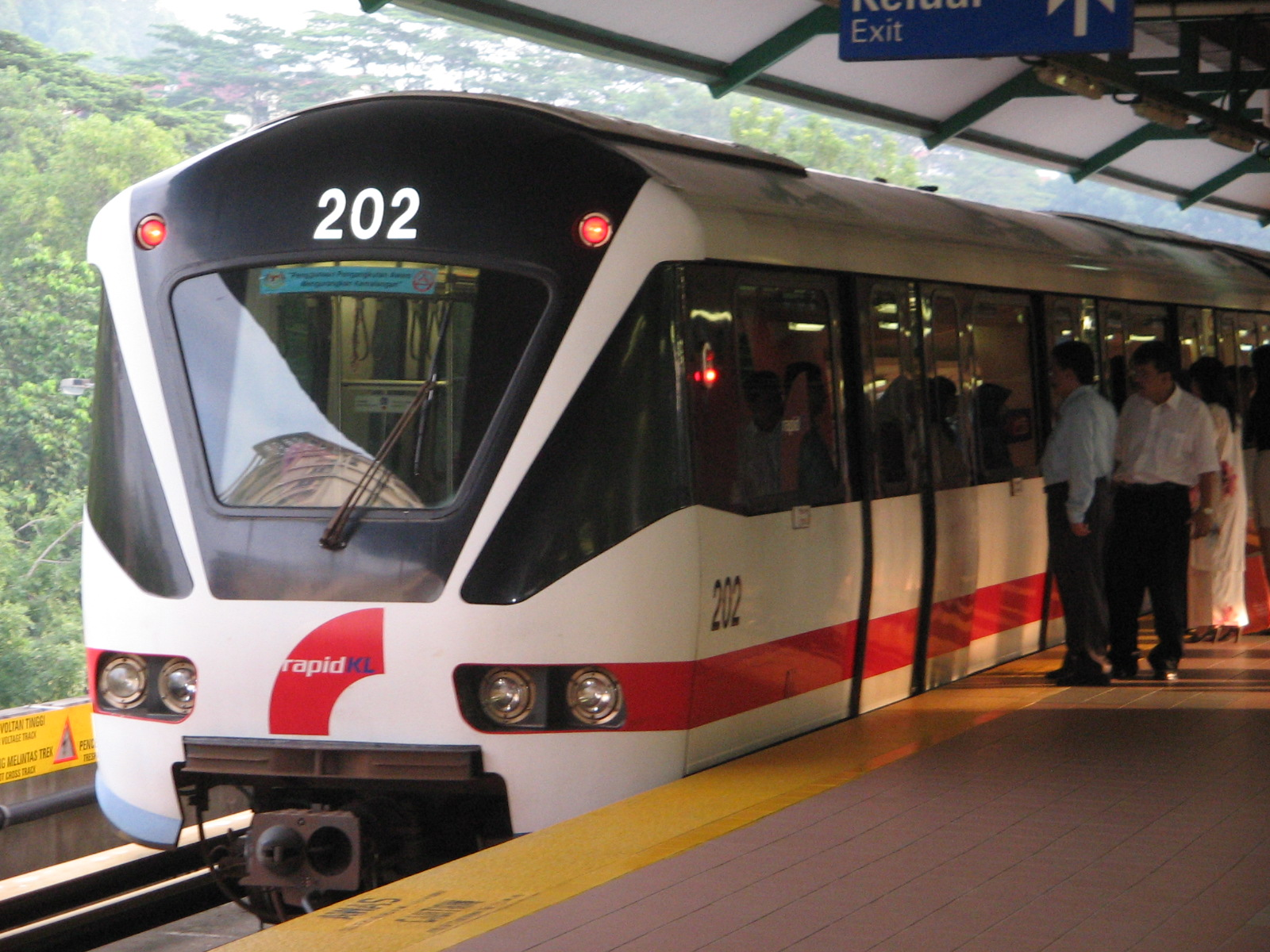
Rame de la ligne de métro Kelana Jaya.

Comme dans de nombreuses métropoles d'Asie, la voiture individuelle reste le principal moyen de déplacement. Un réseau d'autoroutes dessert l'ensemble des quartiers de la capitale. Dans le centre-ville, deux demi-rocades concentriques, Jalan Sultan Ismaël et Jalan Tun Razak, entrecoupées de grands axes partis du centre ont structuré le développement. La ville est par ailleurs reliée par des autoroutes au reste de la péninsule Malaise, à Singapour au sud et à Penang au nord par une autoroute qui continue vers Hat Yai en Thaïlande. Une autoroute est-ouest rejoint la ville de Kuantan et les États du Terengganu et du Pahang.
Le système de transport en commun de Kuala Lumpur et de la vallée du Klang repose sur de nombreux modes de transports : bus, lignes de train de banlieue, métro léger, monorail, taxis. Malgré les efforts des autorités pour promouvoir l'usage des transports en commun, la part modale de ceux-ci n'était que de 16 % en 2006. Toutefois ce taux est en progression à la suite de l'ouverture et l'extension de plusieurs lignes de transport lourd. Celui-ci comprend :
- Les lignes de train de banlieue du réseau KTM Komuter utilisent le réseau ferré national à voie étroite (1 mètre) (456 km, 79 stations, environ 150 000 passagers quotidiens)
- les deux lignes Ampang et Sri Petaling de métro automatique (45 km, 36 stations, 157 000 passagers quotidiens)
- la ligne de métro automatique Sungai Buloh–Kajang (51 km, 31 stations 100 000 passagers quotidiens) est ouverte en deux étapes en 2016-2017[29].
- la ligne de métro automatique Kelana Jaya (46 km, 37 stations, 254 000 passagers quotidiens) est inaugurée en 1998 mais prolongée de manière sensible en 2016 (17 km).
- le monorail de Kuala Lumpur (9 km, 11 stations, 63 000 passagers quotidiens)
- la ligne KLIA Ekspres qui en plus d'une desserte directe de l'aéroport, dessert plusieurs stations intermédiaires sur la moitié de ses trains.

La création de deux autres lignes de métro est programmée. La première ligne, la ligne Putrajaya, longue de 52 kilomètres entre Kwasa Damansara et Putrajaya est ouverte partiellement en 2022 et son achèvement est prévu en 2023. Les caractéristiques de la deuxième ligne restent en 2017 à définir.
Kuala Lumpur se trouve au cœur des liaisons ferroviaires longue distance de la Malaisie gérées par la compagnie nationale de chemins de fer KTM. Celles-ci s'appuient sur deux lignes : la ligne de la côte ouest longe à plus ou moins grande distance le détroit de Malacca et la ligne de la côte est qui se débranche de la première ligne dans le sud du pays à Gemas puis remonte au nord jusqu'à la frontière thaïlandaise en passant au centre de la péninsule. Deux gares jouent un rôle central dans la desserte ferroviaire banlieue et grande distance : celle de Kuala Lumpur et celle de Kuala Lumpur Sentral. Le gros du trafic intercités est réalisé sur la ligne de la côte ouest entre Kuala Lumpur et le nord du pays, là ou se concentre l'essentiel de l'activité du pays. Deux nouvelles lignes devraient fortement accroître le trafic voyageurs :
- Le projet East Coast Rail Line (en abrégé ECRL) est une nouvelle ligne de 620 km à double voie et électrifiée qui, partant de Trumpat à la frontière avec la Thaïlande, longe la côte est de la Malaisie jusqu'au port de Kuantan puis traverse la péninsule jusqu'à port Kelang situé sur la côte ouest le long du détroit de Malacca. Le projet doit permettre à son achèvement en 2024 de désenclaver l'est de la Malaisie en la reliant au reste du pays. La section comprise entre Kuantan et Port Kelang longue de 260 km fournit une route alternative pour le fret venant de Chine en reliant les deux ports et en évitant de passer par Singapour[32],[33].
- La ligne nouvelle Kuala Lumpur - Singapour prévoit la réalisation d'une ligne à grande vitesse longue de 350 kilomètres reliant les deux métropoles de la péninsule malaisienne Kuala Lumpur et Singapour. La ligne nouvelle, sur laquelle circulerait des trains pouvant atteindre la vitesse de 350 km/h, permettrait de relier les deux villes en 1h30 pour les trains directs. L'achèvement de la ligne est prévu en 2026[34],[35],[36].

Les liaisons aériennes sont réalisés par deux aéroports. La principale plateforme aéroportuaire est l'aéroport international de Kuala Lumpur (KLIA) situé à Sepang qui comprend notamment le terminal de vols à bas coût KLIA 2 (Low Cost Carrier Terminal) et celui de Subang (vols affrétés). Des vols internationaux à destination des six principales métropoles des six continents partent de KLIA. L'aéroport est relié au centre-ville par une liaison ferroviaire le KLIA Ekspres. KLIA est le hub de la compagnie nationale Malaysia Airlines et de la compagnie charter nationale AirAsia. En 201 652,6 millions de passagers et 642 558 tonnes de fret ont transité par KLIA. L'autre plateforme aérienne est l'aéroport Sultan Abdul Aziz Shah  qui était le seul aéroport de Kuala Lumpur de 1965 jusqu'à l'ouverture de KLIA en 1998. Environ 3 millions de passagers ont transité par cet aéroport qui est désormais exploité par des compagnies comme Firefly et Berjaya Air  assurant des dessertes régionales à l'aide d'avions à hélices.

## Urbanisme et lieux touristiques

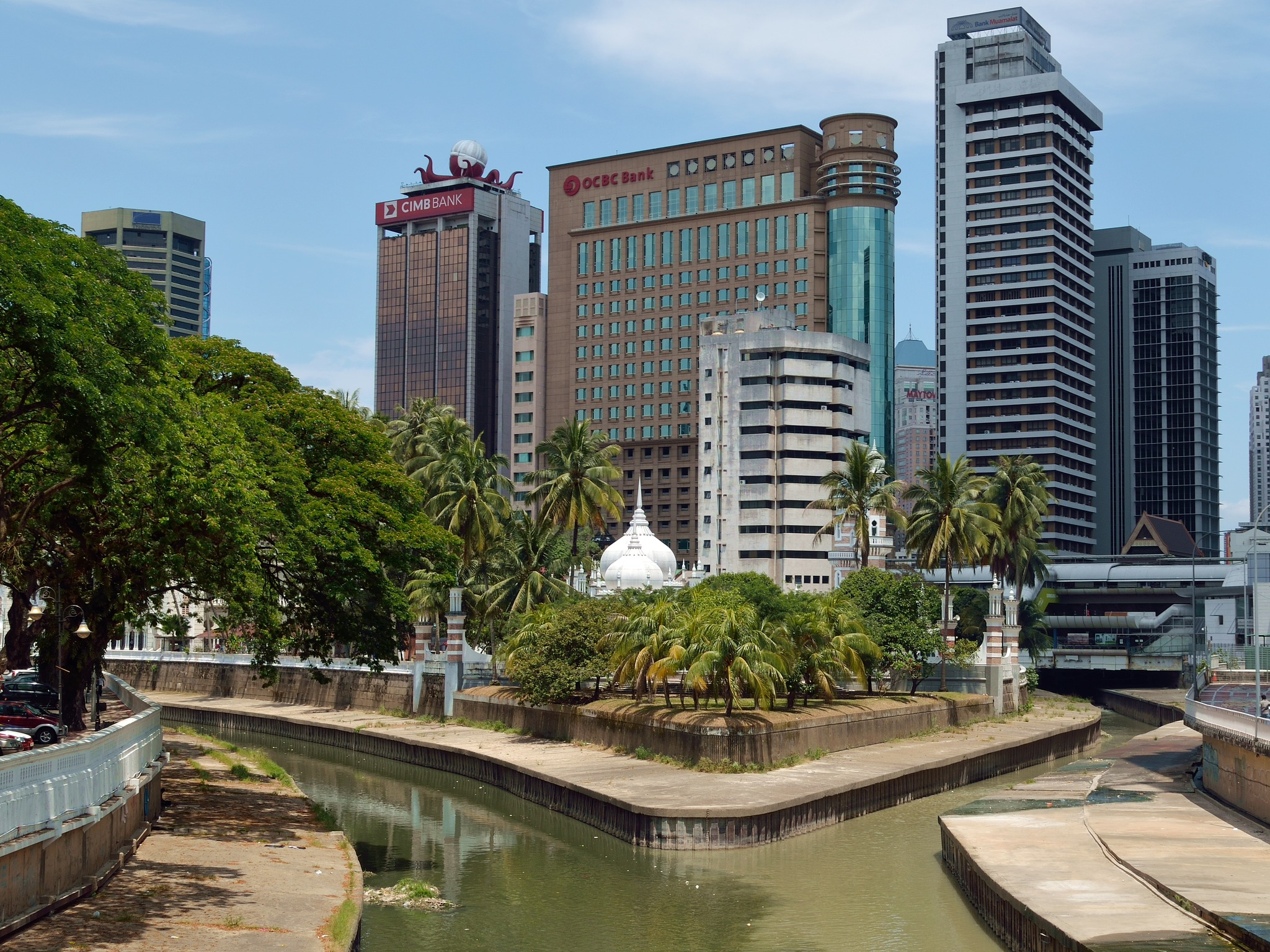
Le confluent du Gombak (à gauche) et du Klang (à droite) constitue le cœur de la ville.

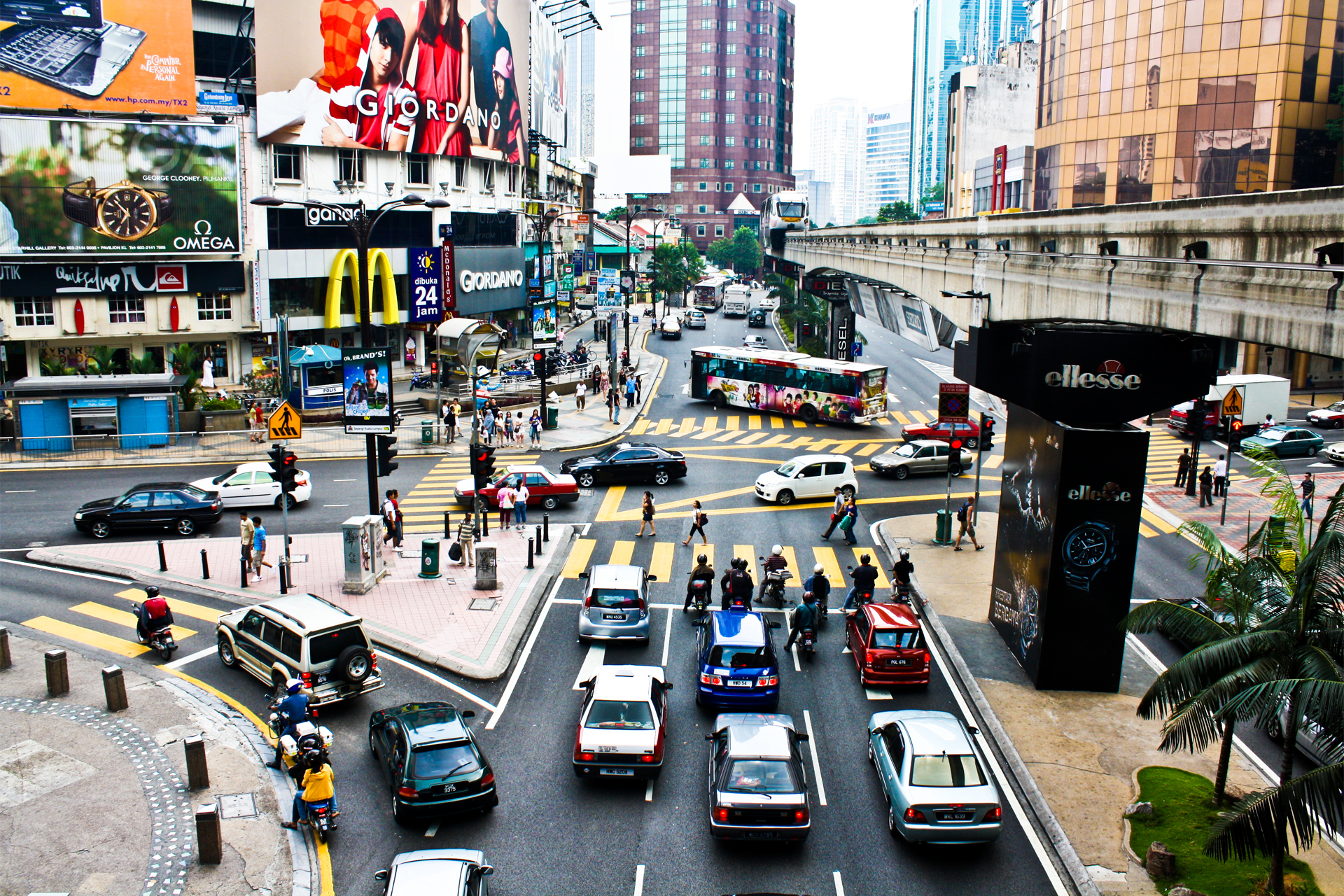
Quartier commerçant de Bukit Bintang et voie du monorail.

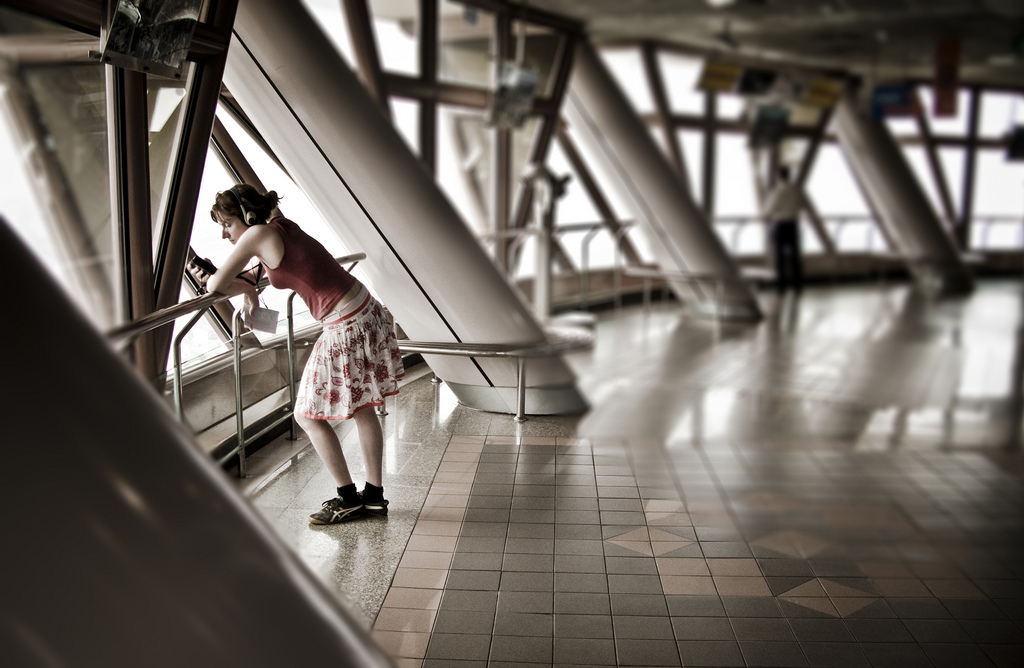
Plate-forme d'observation de la tour Menara Kuala Lumpur.

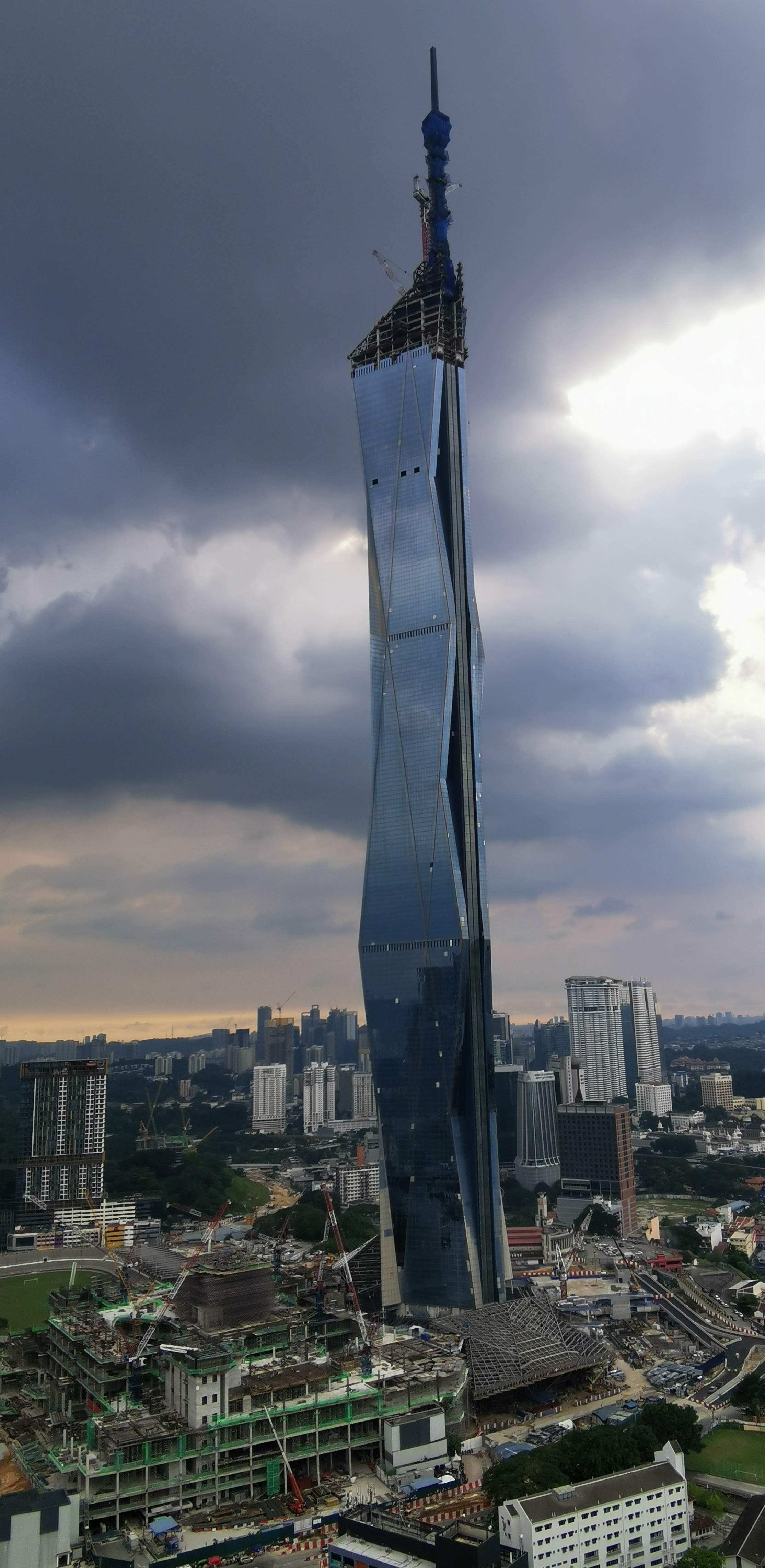
Le Merdeka 118 en construction

Kuala Lumpur mélange des styles architecturaux de l'ère coloniale, inspirés des traditions asiatiques, de l'art islamique malais avec des ouvrages d'architecture moderne et post-moderne. La ville est relativement récente comparée aux autres capitales du sud-est asiatique (Bangkok, Jakarta et Manille) et les ouvrages remontent à la fin du XIXe et au XXe siècle. On trouve notamment des bâtiments de style moghol, néo-mauresque, néo-Tudor ou néo-gothique.

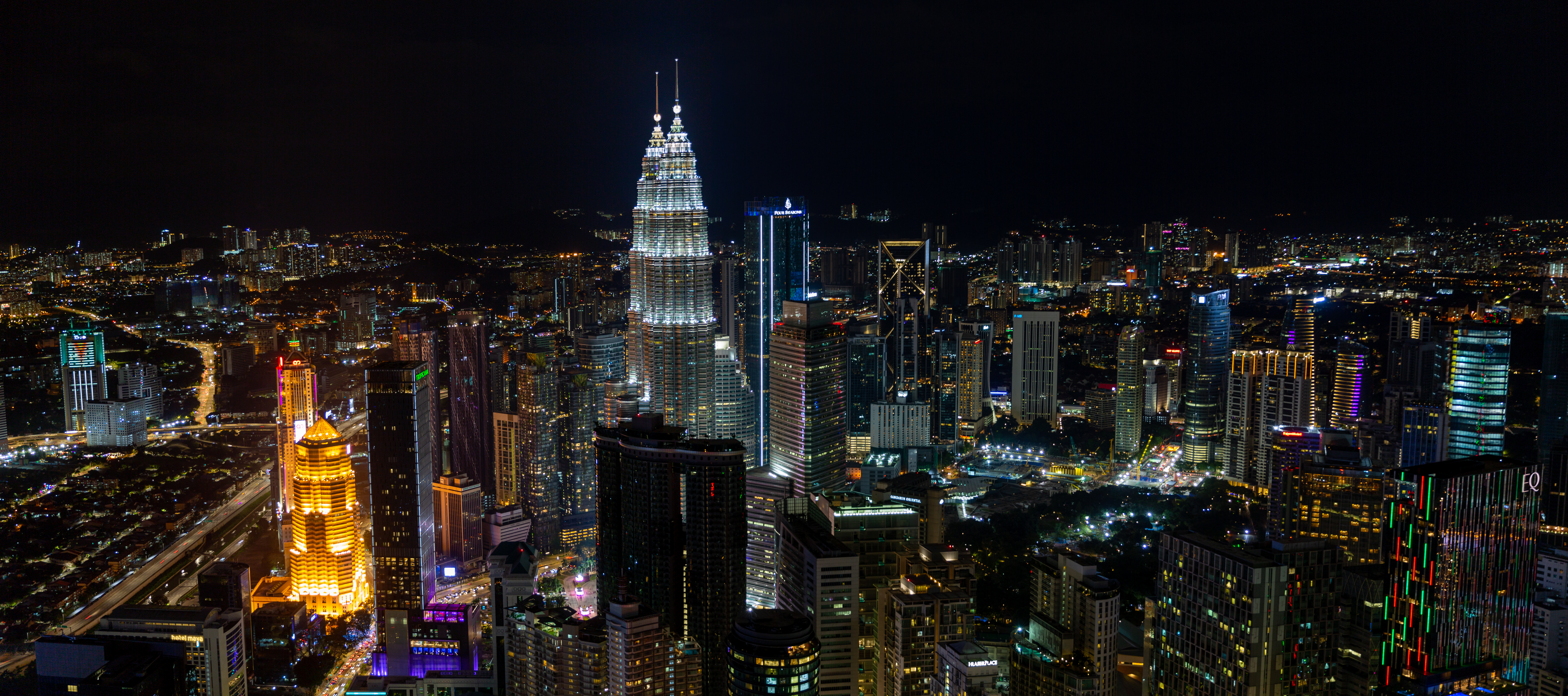
Les tours Petronas à Kuala Lumpur. Novembre 2019.

La ville compte plus de 200 gratte-ciel dont les tours Petronas, deux gratte-ciel inaugurés en 1998, symboles du développement récent de l'ensemble du pays. Leur architecture fait intervenir différents symboles des composantes de la population nationale : les aspects malais, islamique, mais aussi chinois. Avec une hauteur de 452 m et 88 étages, elles étaient jusqu'en 2004 les plus hautes tours du monde. En 2022 a été ouvert le Merdeka 118, qui a sont ouverture est la deuxième plus grande tour du monde, derrière le Burj Khalifa.
Parmi les autres lieux les plus visités :
- Le palais royal l'Istana Negara, Jalan Istana (en) (ancien palais royal ; actuel Musée royal) et l'Istana Negara, Jalan Duta (en) (nouveau palais royal).
- Le patchwork architectural du centre-ville : l'architecture mauresque-indienne, dont la vieille gare ferroviaire, la place Merdeka et le Courts Complex (en), siège de la Haute Cour de justice.
- Le musée d'Art islamique.
- Le jardin botanique appelé « Lake Garden » Place de l'Indépendance (Kuala Lumpur)Place de l'Indépendance.
- La tour Menara Kuala Lumpur des télécoms pour sa vue panoramique.
- Bukit Bintang
- Central Market, construit en 1888 et situé à quelques minutes de Petaling Street (en), il représente un important lieu d'intérêt pour le patrimoine malais.
- Le marché aux puces chinois de Petaling street (attention aux contrefaçons...)
- Le marché aux produits frais, Wet Market de Chow Kit et le village traditionnel de Kampung Baru.
- La réserve forestière de Bukit Nanas

À proximité :
- Les Grottes de Batu, lieu de pèlerinage hindou situé à 10 km au nord de la ville.

Vue panoramique de Kuala Lumpur.

## Art et culture
Au moment de la fin d’année 2011/2012, l’exposition des United Buddy Bears a été présentée au cœur de la métropole Kuala Lumpur, à Bukit Bintang. Cette exposition, qui vise à rapprocher les peuples, a attiré plus de 2,5 millions de visiteurs.

### Édifices religieux
- la Cathédrale Sainte-Marie (en), principale église anglicane de Kuala Lumpur.
- la Masjid Negara, mosquée nationale de Malaisie inaugurée en 1965.
- la Masjid Jamek, première mosquée de la cité.

## Éducation

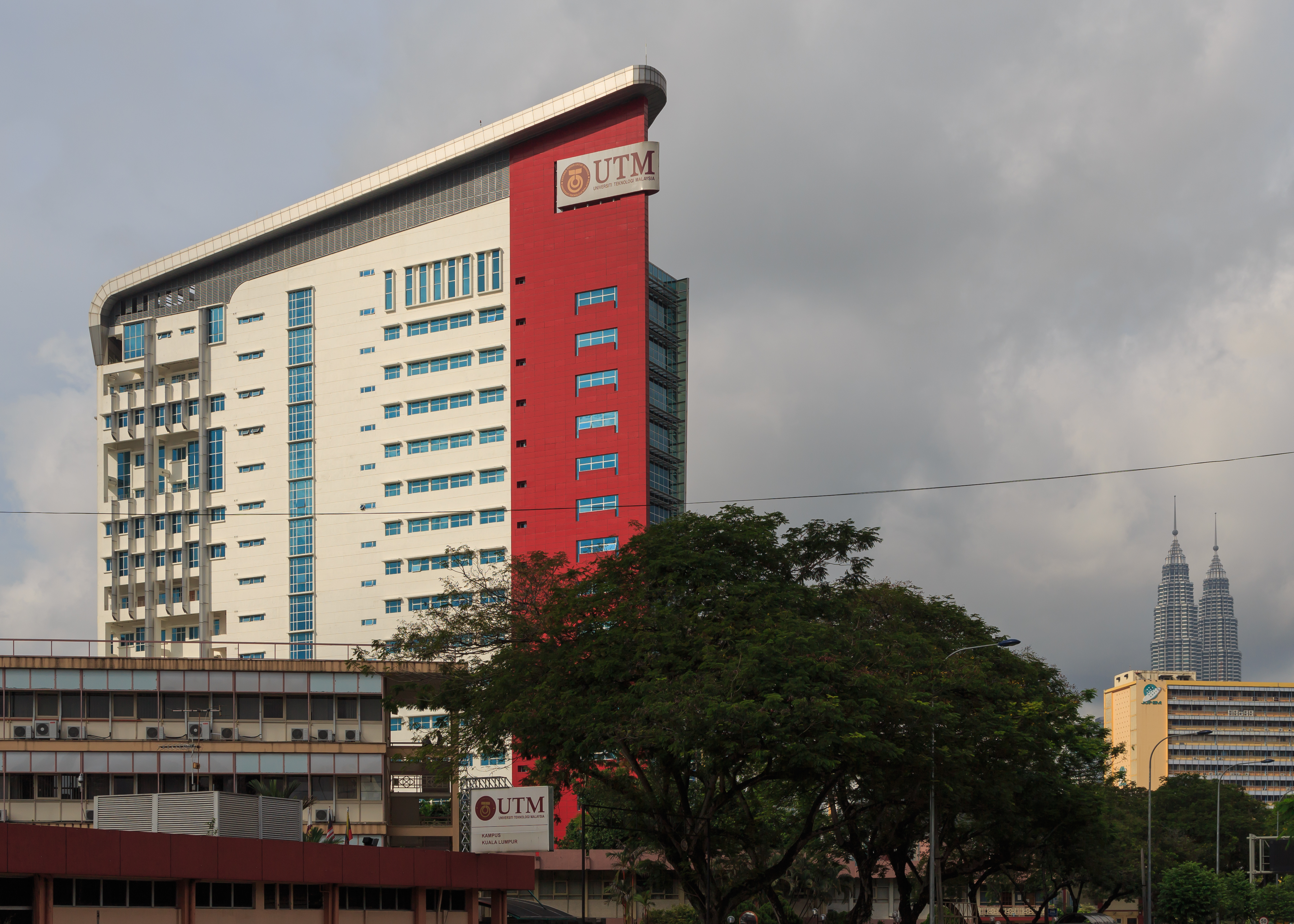
campus UTM

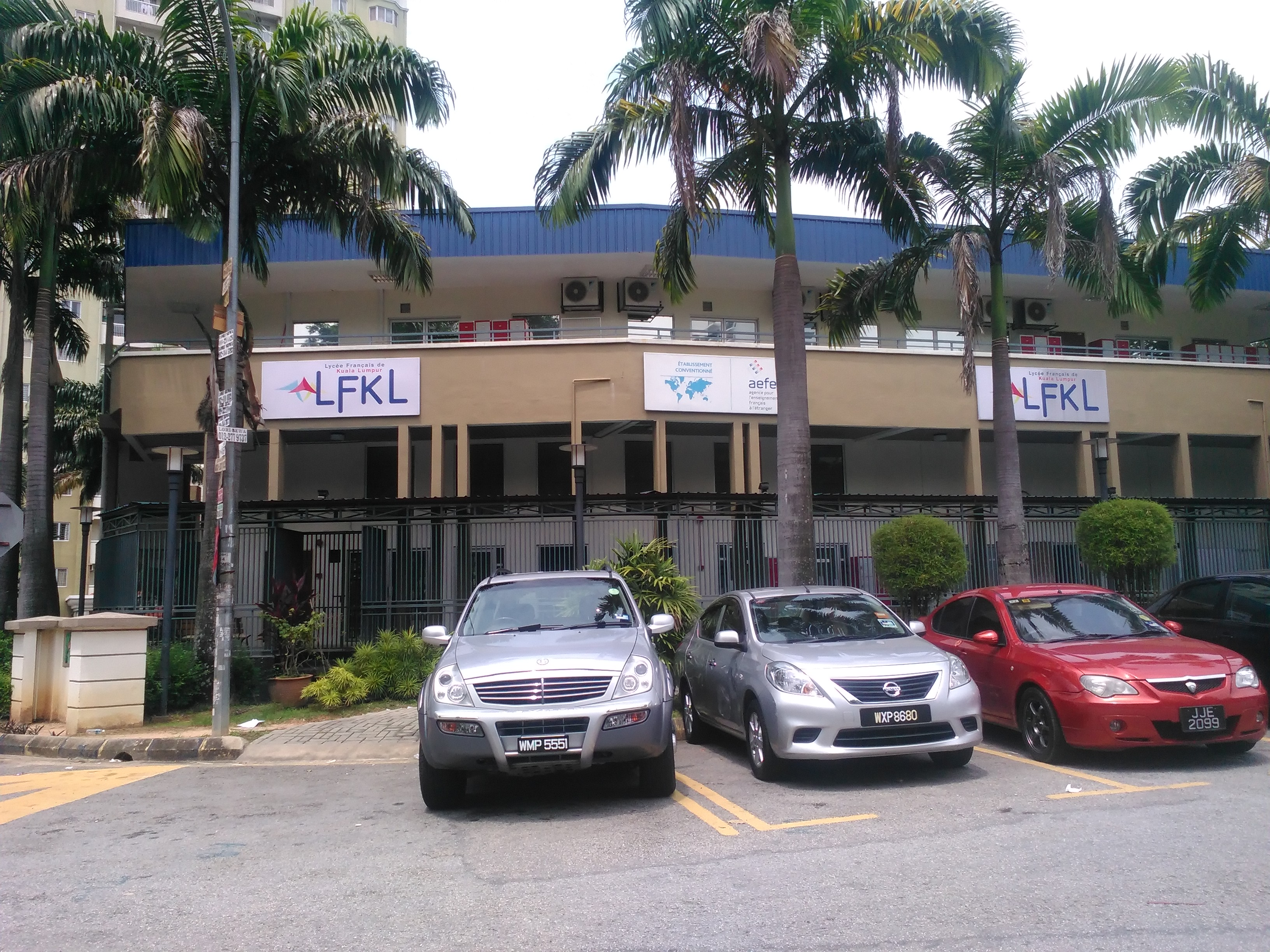
Lycée Français de Kuala Lumpur

Selon les statistiques officielles, Kuala Lumpur avait un taux d'alphabétisation de 97,5 % en 2000, le plus élevé de tous les états et territoires de la Malaisie. Le malais est la langue utilisée pour l'enseignement de la plupart des sujets tandis que l'apprentissage de l'anglais est obligatoire. Toutefois en 2012, l'anglais était la langue utilisée pour l'enseignement des mathématiques et des sciences naturelles dans certaines écoles. D'autres écoles dispensent un enseignement en mandarin et en tamoul sur certains sujets. Kuala Lumpur accueille 13 établissements d'enseignement supérieurs, 79 lycées, 155 écoles primaires et 136 maternelles.
- Lycée français de Kuala Lumpur (en)

## Jumelages
La ville de Kuala Lumpur est jumelée avec les villes suivantes :
- Mechhed (Iran) depuis le 3 octobre 2006[45]
- Ispahan (Iran)[46]
- Chiraz (Iran)
- Casablanca (Maroc)[46]
- Melaka (Malaisie) depuis le 15 avril 1989
- Osaka (Japon)[46]
- Ankara (Turquie)[46]
- Delhi (Inde)[47]
- New Delhi (Inde)
- Chennai (Inde)
- Sétif (Algérie)
- Fresno (États-Unis)

## Dans la culture populaire
- Trois missions du jeu vidéo Hitman 2: Silent Assassin se déroulent à Kuala Lumpur.

## Galerie

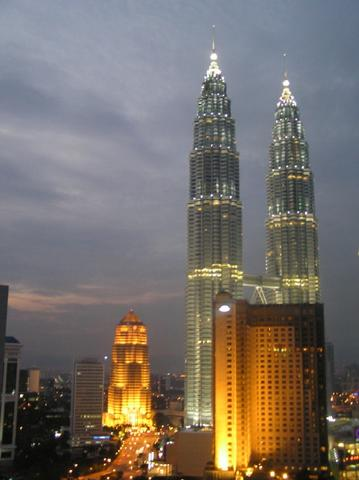
Les Tours Petronas
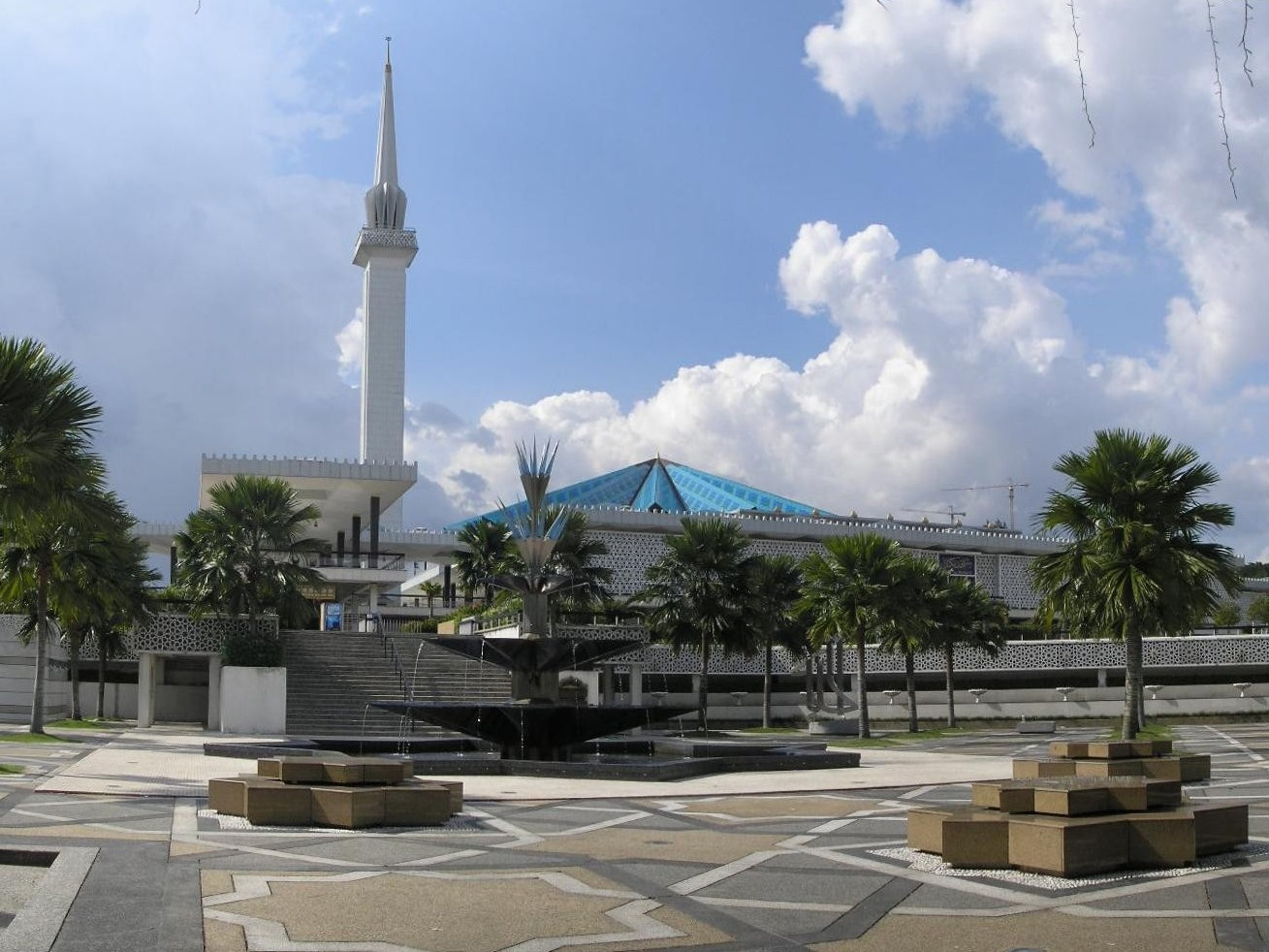
La mosquée nationale de Malaisie, Masjid Negara
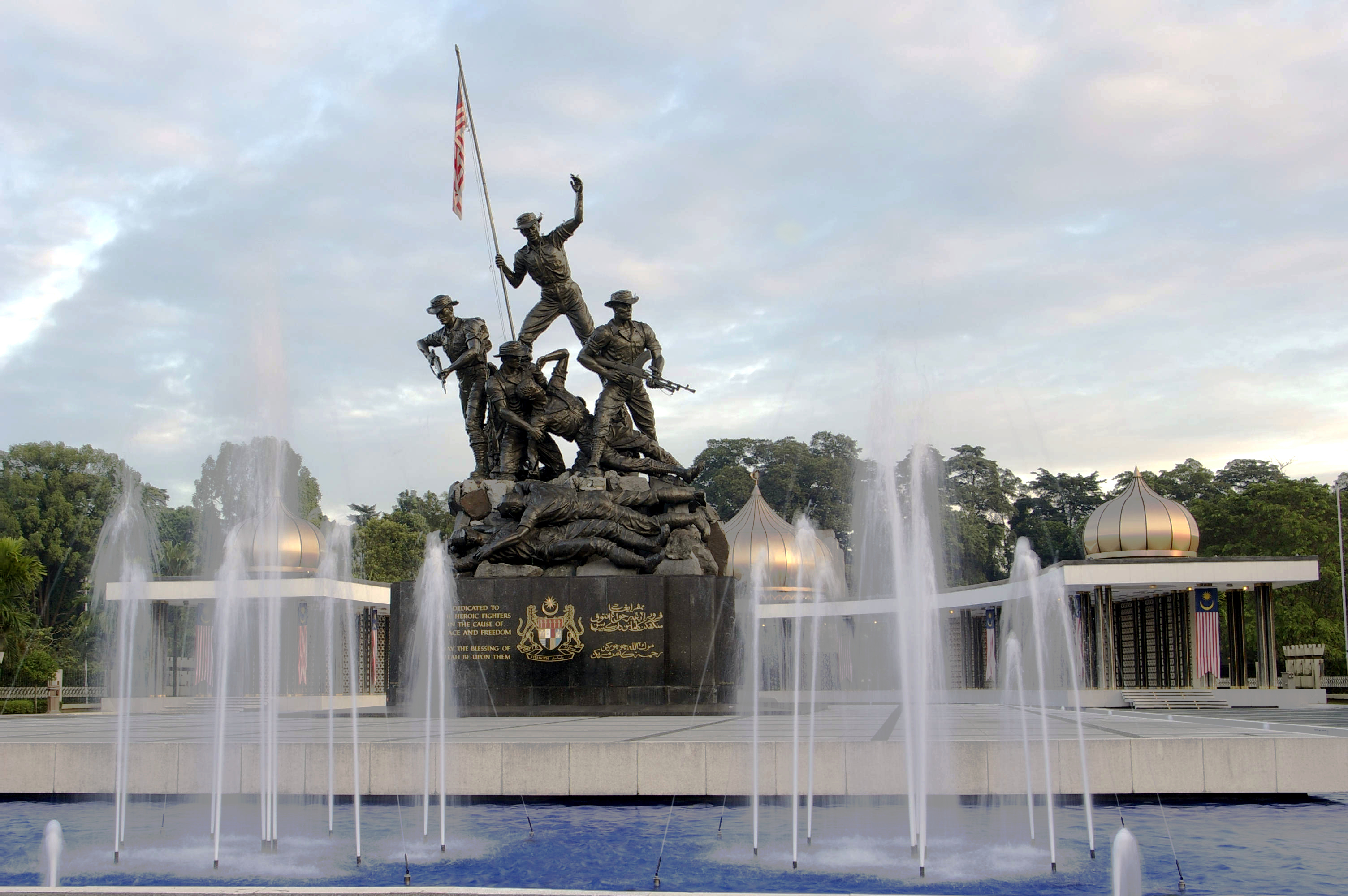
Tugu Negara, le monument malais
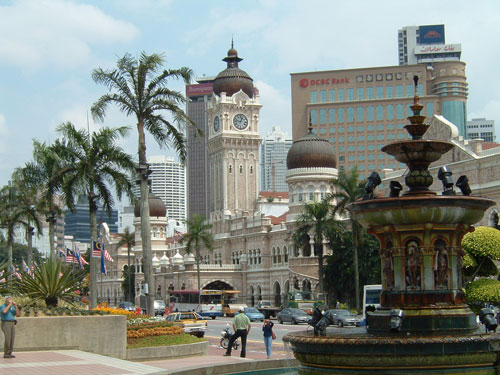
Édifice Sultan Abdul Samad
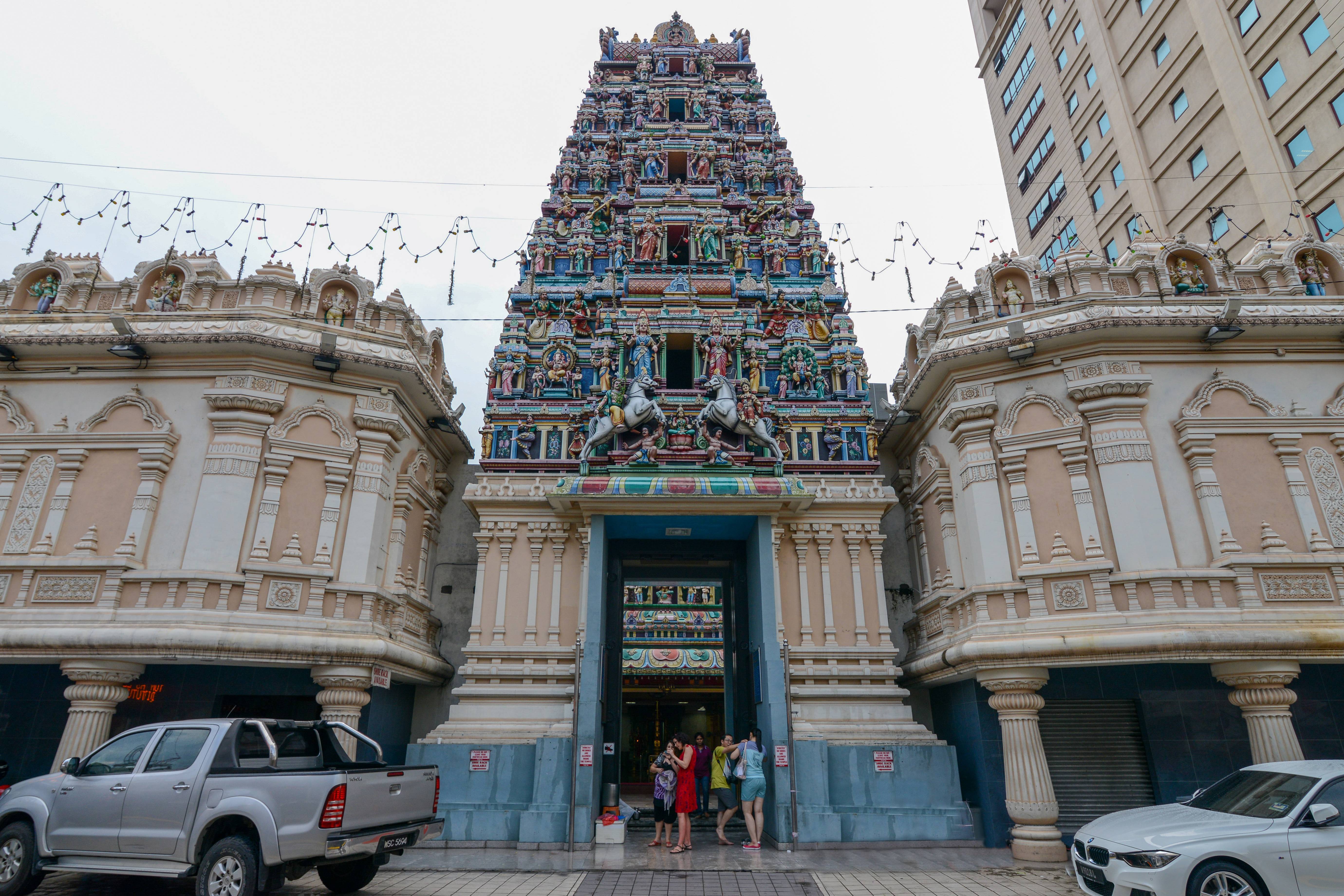
Le temple Sri Mahamariamman